# Сопот (област Ловеч)
Вижте пояснителната страница за други значения на Сопот.
Со̀пот е село в Северна България. То се намира в община Угърчин, област Ловеч.

## Географско положение и природни условия
Село Сопот се намира на северните склонове на Стара Планина, на 35 km от гр. Ловеч и на 10 km южно от гр. Угърчин. Разположено е в котловината между двата хълма – Радковец и Чепля. Към него са и обособените махали – Лакавец, Съевци и Шумака.
Има полубалкански характер.
През землището на с. Сопот протича река Каменица. Нейни протоци са Лъга и Топлица, както и многобройните поточета в долчинки, идващи от хълмовете Радковец, Чепля, Иван дял, Кичера и др.
Сопотското землище се характеризира с късна пролет и горещо лято, ранна и топла есен и студена и продължителна зима. Валят обилни снегове. Духат повече западни и северозападни ветрове, които не са постоянни и силни. Обилни дъждове валят през месец май, юни и октомври. По направени проучвания средногодишната температура е 11 °C, а годишните валежи са около 630 l/m².

## История
От старата каменна епоха, палеолита, останки не са открити. В малката пещера на северния склон на Долния Кичер до р. Каменица, на северозапад от с. Микре и източно от долния Шумак, срещу колибите на Камберите и Чалманите е бил запазен насип, от който са били изровени глинени фрагменти от съдове, ножове от кремък и стъргалки, каквито са ни познати от други изследвани пещери, населявани през неолитната епоха.
Какво е било населението през бронзовата и медната епоха, нищо не може да се каже.
Римляните при идването си на нашите земи заварват траките, за които се предполага, че са дошли от север, около 1900 години пр. Хр.
Данни за тракийците имаме по-точно от техния култ към Зевс и Хера, за което свидетелства намереният релеф на землището на село Сопот.
По време на османското владичество в землището на селото през 14 – 15 век е имало и друго селище – Каяджик бунар. От направена справка в турско-руския речник (изд. 1977 г. от АН на СССР) е видно, че географското понятие „каяджикбунар“ се състои от две думи – „кая“, която се превежда като „малката скала“, и „бунар“ – място, което извира вода. Общото значение на двете думи се превежда като „извор, кладенец при малката скала“. И сега в района на кариерата на Горния Кичер в западния бряг на р. Каменица през дъждовните месеци от скалите извира вода – малки изворчета. От изследването на Петко и Георги Радоеви е видно, че същото е било записано в регистъра на селищата на Никополския санджак. Намирало се е на 7 km южно от гр. Угърчин, в района на Камен кладенец. Същото е било изоставено през 15 век. Вероятно на негово място остава да съществува сегашната махала на Горния Шумак.

## Културни и природни забележителности
Във селото има водопад, наречен „Скока“. За да се стигне дотам, трябва да завиете на дясно, ако идвате от София, или наляво – от Варна. Пътят от бензиностанцията до водопада е около 3 – 6 km.
Сопотска пещера
„Тъмната дупка“ е пещерата, намираща се в средната част на рида „Гагайка“, Среден Предбалкан. Намира се на 5 km северозападно от село Сопот, Ловешки окръг. Образувана е от долнокредитни варовици. Входът е висок около 1,5 m и се намира в стръмен, обрасъл в храсти и дървета склон. Дължината ѝ е 1225 m. Първите 400 m представляват тясна и на места ниска галерия. Следват широки зали с много пещерни образувания. Едно от тях е „скалната колона“, след нея при силни валежи се появява поточе, което тече към вътрешността на пещерата и изчезва в сифон. Сопотската пещера има все още неизследвано продължение.
Язовир „Сопот“
Язовир „Сопот“ е построен на река Калник. Той е четвърти по големина в България. Дълъг е 7 km и широк 2 km. Намира се приблизително на около 30 km от град Троян, край село Голяма Желязна, само на 4 km източно от с. Лесидрен. Той е чудесно място за плаж, водомоторни спортове и воден туризъм. Името на язовира идва именно от село Сопот, което е на разстояние 5 km. Проектиран е от хидроинженера Михньо Стоянов, роден в с. Сопот. За спомен му е дал името на родното си село. Открит е през месец август 1963 г. от Борис Велчев.

## Личности
- Димитър Пъшков, революционер, съратник на Васил Левски, народен представител (1840 – 1926)
- Ради Николаев, участник във Втората световна война; пленен и изпратен в немски концлагер, след края на войната е освободен.

## Други
Главният път Варна – София разделя селото на две части, старо и ново. Преди 1989 г. селото е разполагало със свое училище. Имало е изградено ТКЗС, библиотека. Селото разполага с пощенски клон. Името на местността, където се намира кметството, се нарича от местното население „Пер девойка“.
1. ↑  www.grao.bg